# Jiang Tianyong
Jiang Tianyong (chinesisch 江天勇) (* 1971 in Henan) ist ein chinesischer Anwalt. Tianyong, dessen Kanzlei ihren Sitz in Peking hat, ist eine prominente Persönlichkeit der Bewegung Weiquan (Rechtsverteidigung) und hat Tibeter, Bittsteller, Falun-Gong-Anhänger, HIV/AIDS-Opfer und andere Angehörige gefährdeter Personengruppen verteidigt. Jiangs menschenrechtliches Engagement zog den Unmut der chinesischen Behörden auf sich, weswegen er mehrmals verhaftet wurde. Seine Anträge auf Erneuerung seiner Zulassung als Anwalt wurden zurückgewiesen.

## Advokatur
Jiang wurde in Luoshan (Provinz Henan), geboren, wo er von 1995 bis 2004 als Lehrer tätig war. Im Jahr 2004 beendete er sein Lehramt und zog nach Peking, um dort als Menschenrechtsanwalt zu arbeiten. 2005 bestand er das Jura-Examen und wurde zusammen mit mehreren anderen prominenten Menschenrechtsanwälten Partner der Pekinger Globalen Anwaltskanzlei. Jiang nahm eine Reihe politisch sensibler Fälle an, darunter von Bittstellern sowie religiösen und ethnischen Minderheiten. Im Jahr 2008 bot Jiang Tibetern, die nach den tibetischen Unruhen 2008 mit Anklagen konfrontiert waren, juristische Dienstleistungen an und war mit dem Rechtsanwalt Li Fangping in der Verteidigung eines hochrangigen tibetischen Geistlichen involviert. 2008 begann Jiang sich auch für Falun-Gong-Anhänger einzusetzen und äußerte Ende 2009, dass er fast 20 Praktizierende verteidigt habe, die wegen ihrer spirituellen Praxis eingesperrt worden waren. Jiang setzte sich auch für Bürger ein, die durch verunreinigte und infizierte Bluttransfusionen beziehungsweise Blutspenden eine HIV-Infektion erlitten bzw. an AIDS erkrankten, und war an der Vertretung der Opfer des „Schwarzen Ziegelbrennofen“-Falles in Shanxi beteiligt, bei dem tausende Chinesen (darunter Kinder) in illegalen Ziegelfabriken zur Arbeit gezwungen und von den Betreibern gefoltert worden waren.

## Inhaftierungen
Jiang wurde mehrmals von chinesischen Sicherheitsbeamten als Reaktion auf seine Menschenrechtsverteidigung festgenommen. 2008 wurde Jiang darüber informiert, dass seine Anwaltslizenz abgelaufen sei. 2009 war er einer von mindestens 17 Rechtsanwälten aus Weiquan, deren Antrag auf Erneuerung einer gesetzlichen Lizenz abgelehnt wurde. Im selben Jahr wurde Jiang unter polizeiliche Überwachung gestellt und daran gehindert, sein Haus zu verlassen.
Am 19. Februar 2011 war er einer von mehreren Anwälten und Dissidenten, die als Teil einer umfassenden Razzia gegen Dissidenten eingesperrt wurden; Jiang wurde zwei Monate in Haft festgehalten. In einem Interview mit der Zeitung South China Morning Post berichtete Jiang, dass er während der Haft geschlagen und misshandelt worden sei. Während seiner Haft hätten ihn die Vernehmungsbeamten mehrmals getreten und geschlagen und gezwungen, bis zu 15 Stunden lang regungslos sitzenzubleiben.
Im November 2017 wurde Jiang vom Volksgericht in Changsha in der zentralchinesischen Provinz Hunan zu einer zweijährigen Haftstrafe und dem Entzug seiner politischen Rechte auf drei Jahre verurteilt. Ihm wurde die „Anstiftung zur Untergrabung der Staatsgewalt“ vorgeworfen. Der Richter sprach in der Urteilsbegründung davon, dass Jiang von „anti-chinesischen Kräften“ beeinflusst worden sei und die Vorstellung entwickelt hätte, „das bestehende politische System zu kippen“. Beobachter sprachen von einem Scheinprozess und keinem fairen Verfahren – Jiang sei noch vor Verfahrensbeginn zu einem im Fernsehen ausgestrahlten Geständnis genötigt worden und habe seine Verteidiger nicht frei wählen können. Amnesty International verurteilte den Prozess als „heuchlerisch“.
Am 28. Februar 2019 sollte Jiang Tianyong aus dem Gefängnis Nummer zwei in Henan entlassen werden und wurde seitdem vermisst. Jiangs Ehefrau Jin Bianling erklärte, dass auch die Schwester und der Vater ihres Mannes, die den Menschenrechtsanwalt nach seiner Freilassung abholen wollten, verschwunden seien. Zwei Tage nach seinem Verschwinden tauchte er wieder auf und kehrte in seine Heimatstadt zurück, wird aber weiterhin von der Polizei bewacht.